# John Haller
John Haller (* 6. März 1927 in Basel; † 1. Mai 1984 in Cambridge, Massachusetts) war ein schweizerisch-amerikanischer Geologe, Grönlandforscher und Alpinist.

## Leben
John Haller kam 1927 in Basel als Sohn des Kaufmanns Hans Haller und dessen Frau Frieda geb. Meyer zur Welt. Da sein Vater ihn früh für das Bergsteigen in den Alpen und dem nahen Jura begeisterte, wurde John Haller ein erfahrener Alpinist, Skifahrer und auch Höhlenforscher. Er besuchte das mathematisch-naturwissenschaftliche Gymnasium in Basel und erlangte 1946 die Matura. Anschließend studierte er Geowissenschaften an der Universität Basel und wurde 1952 zum Dr. phil. nat. in Mineralogie und Petrografie promoviert. Schon während seines Studiums beteiligte er sich an der von Lauge Koch geleiteten geologischen Kartierung Ostgrönlands. Zwischen 1949 und 1952 betrieb er in drei Sommern und einem Winter Feldforschung auf der Halbinsel Andrée Land. Seine daraus entstandene Doktorarbeit trägt den Titel Geologie und Petrographie von West-Andrées Land und Ost-Fraenkels Land in Ostgrönland. Bis 1962 setzte er die Ostgrönland-Expeditionen fort und übernahm nach der letzten Expedition von Lauge Koch im Jahr 1958 die volle Verantwortung für die geologischen Arbeiten. Mit den Schweizer Alpinisten Wolfgang Diehl und Fritz Schwarzenbach gelang ihm im August 1954 die Erstbesteigung des Dansketinden, des höchsten Gipfels der ostgrönländischen Stauning Alper. Weitere von ihm bestiegene Gipfel in Ostgrönland sind der Petermann Bjerg, der Norsketinden und der Shackleton Bjerg.
Nach seiner Habilitation wurde Haller 1958 Privatdozent in Basel und hielt Vorlesungen in Petrologie und Strukturgeologie. Seine Studien in Ostgrönland ergänzte er durch geologische Feldarbeit in Skandinavien, auf den Britischen Inseln und den nordamerikanischen Appalachen, später auch in Spanien und den Rocky Mountains. Nach dem Abschluss der dänischen Ostgrönland-Expeditionen begann er mit der Zusammenstellung des Materials für sein Hauptwerk Geology of the East Greenland Caledonides (1971). 1964 wechselte Haller als Dozent für Strukturgeologie und Tektonik an die Harvard University. 1965 wurde er außerordentlicher Professor für Geologie und 1969 Professor. 1982 war Haller der erste Direktor des Sierre Madre Field Camp in Wyoming, einem Gemeinschaftsprojekt der geologischen Institute der Harvard, der Yale und der Cornell University. Haller starb 1984 im Alter von 57 Jahren.
1974 erhielt John Haller die Steno-Medaille der Dänischen Geologischen Gesellschaft (Dansk Geologisk Forening).
John Haller war seit 1952 verheiratet mit der Lehrerin Susanna Weisskopf. Das Paar hatte die Söhne Daniel und Patrick.

## Werke (Auswahl)
- Geologie und Petrographie von West-Andrées Land und Ost-Fraenkels Land in Ostgrönland. In: Meddelelser om Grønland. Band 113, 1953, S. 1–196 (Dissertation, Universität Basel).
- Geology of the East Greenland Caledonides. In: L. U. de Sitter (Hrsg.): Regional Geology Series, Wiley-Interscience, London 1971 (englisch).
- mit Lauge Koch: Geological Map of East Greenland 72°–76° N. Lat. (1 : 250,000). In: Meddelelser om Grønland. Band 183. 1971, S. 1–26 (englisch).
- Geological Map of Northeast Greenland 75°–82° N. Lat. (1 : 1,000,000). In: Meddelelser om Grønland. Band 200, Nr. 5, 1983, S. 1–22 (englisch).